# Вест-Браттлборо (Вермонт)
Вест-Браттлборо (англ. West Brattleboro) — переписна місцевість (CDP) в США, в окрузі Віндем штату Вермонт. Населення — 2803 особи (2020).

## Географія
Вест-Браттлборо розташований за координатами 42°51′23″ пн. ш. 72°36′1″ зх. д. / 42.85639° пн. ш. 72.60028° зх. д. (42.856521, -72.600359).  За даними Бюро перепису населення США в 2010 році переписна місцевість мала площу 4,25 км², з яких 4,23 км² — суходіл та 0,01 км² — водойми.

## Демографія
Згідно з переписом 2010 року, у переписній місцевості мешкало 2740 осіб у 1281 домогосподарстві у складі 722 родин. Густота населення становила 645 осіб/км².  Було 1388 помешкань (327/км²).
Расовий склад населення:
| - 93,8 % — білих - 1,4 % — азіатів - 0,9 % — чорних або афроамериканців - 0,3 % — корінних американців - 0,1 % — вихідців з тихоокеанських островів |

До двох чи більше рас належало 3,0 %. Частка іспаномовних становила 2,3 % від усіх жителів.
За віковим діапазоном населення розподілялося таким чином: 21,2 % — особи молодші 18 років, 61,5 % — особи у віці 18—64 років, 17,3 % — особи у віці 65 років та старші. Медіана віку мешканця становила 44,9 року. На 100 осіб жіночої статі у переписній місцевості припадало 85,6 чоловіків;  на 100 жінок у віці від 18 років та старших — 76,7 чоловіків також старших 18 років.
Середній дохід на одне домашнє господарство  становив 46 029 доларів США (медіана — 33 504), а середній дохід на одну сім'ю — 60 909 доларів (медіана — 42 135). Медіана доходів становила 36 688 доларів для чоловіків та 27 798 доларів для жінок. За межею бідності перебувало 16,5 % осіб, у тому числі 23,0 % дітей у віці до 18 років та 17,9 % осіб у віці 65 років та старших.
Цивільне працевлаштоване населення становило 1077 осіб. Основні галузі зайнятості: освіта, охорона здоров'я та соціальна допомога — 24,6 %, виробництво — 13,6 %, роздрібна торгівля — 9,6 %, транспорт — 9,4 %.